# Агапит Печерски
Преподобни Агапит Печерски је био хришћански светитељ. Био је лекар, ученик Светог Антонија Печерског. Лечио је људе давањем зеља, од кога је он спремао себи хлеб. Тако је излечио и кнеза Владимира Мономаха, због чега се прочуо. На томе му је позавидео кнежев лекар, неки Јерменин, и почео га клеветати. Када се Агапит разболео, дошао му је овај Јерменин и погледавши га, рекао му да ће кроз три дана умрети, а ако не умре, да ће се и он (Јерменин) замонашити. Рекао му је Агапит, да је њему јављено од Господа да неће умрети кроз три дана него кроз три месеца. И после три месеца Агапит је преминуо. После Агапитове смрти дошао је Јерменин игуману Печерском и замолио га да га замонаши, јер му се, како је он рекао, јавио Агапит и подсетио га на обећање. Свети Агапит је преминуо око 1095. године.
Српска православна црква слави га 1. јуна по црквеном, а 14. јуна по грегоријанском календару.